# Haut les cœurs !
Haut les cœurs ! és una pel·lícula franco-belga dirigida per Sólveig Anspach el 1999.

## Argument
Mentre que espera el seu primer fill, Emma s'assabenta que té un càncer de mama. El metge que li ho anuncia preveu un avortament, i el tractament, segons ell, és incompatible amb l'embaràs. Simon, el seu company, l'incita a consultar un altre especialista, el doctor Morin, que afirma que els tractaments poden ser seguits tot continuant l'embaràs. Emma reprèn la confiança. El seu cos torna a ser un lloc de vida: ha de lluitar ara per dos.

## Repartiment
- Karin Viard: Emma
- Laurent Lucas: Simon
- Julien Cottereau: Olivier
- Claire Wauthion: la mare d'Emma
- Philippe Duclos]: el doctor Morin
- Charlotte Clamens: el doctor Colombier
- Didier Sauvegrain: el doctor Lalande
- Fejria Deliba: l'infermera de la quimioteràpia
- Philippe Demarle: l'home que abraça Emma
- Blandine Lenoir: Infermera

## Premis i nominacions

### Premis
- 25a cerimònia dels César (2000)
  - César a la millor actriu (Karin Viard)
- Premi Lumières 2000
  - Premi Lumières a la millor actriu (Karin Viard)

### Nominacions
- César a la millor esperança masculina (Laurent Lucas)
- César a la millor primera pel·lícula (Solveig Anspach)